# Aus der Haut
Aus der Haut ist ein österreichisch-deutscher Coming-of-Age-Film des Regisseurs Stefan Schaller aus dem Jahre 2015. Er handelt vom Coming-out des schwulen Teenagers Milan, verkörpert von Merlin Rose. Milans Eltern werden von Claudia Michelsen und Johann von Bülow gespielt, Leonard Proxauf mimt seinen besten Freund und Nicole Mercedes Müller seine Freundin. Weitere tragende Rollen sind mit Johannes Krisch und Manuel Rubey besetzt.
Moviepilot schrieb: „‚Aus der Haut‘ widmet sich der Orientierungslosigkeit und der Sinnsuche eines jugendlichen Protagonisten, der seinen Platz in der Welt finden muss.“ Auf der Seite des Filmfestivals Max Ophüls hieß es, dies sei „ein Film über den Wahnsinn des Erwachsenwerdens, über Eltern, die sich erwachsen wähnen und denen das Leben einen Strich durch die Rechnung macht, und über die empfindliche Statik des Zusammenlebens in der Familie“.

## Handlung
Der 17-jährige Milan Schultze ist betrunken mit dem Auto seines Vaters in Halle unterwegs. Ganz offensichtlich ist er sehr verzweifelt, aus einer mitgeführten Flasche trinkt er immer wieder Alkohol. Ihm ist anzusehen, dass ihn etwas sehr quälen muss. Das Fahrzeug hebt ab und überschlägt sich auf offener Straße, Milan landet im Krankenhaus.
Rückblick: Milan ist gern mit seinem besten Freund Christoph zusammen, mit dem zusammen er und ein weiterer Schüler Musik machen; Milan spielt Schlagzeug. Mit seiner Mitschülerin Larissa ist er in einer festen Beziehung. Er erzählt Christoph jedoch, dass Larissa immer nur Sex wolle und ihm das zu viel werde, außerdem liebe er sie ja auch überhaupt nicht. Termine mit ihr vergisst er gern einmal, weil ihm andere Dinge wichtiger sind. Eine anstehende Party versäumt er, um den Abend lieber mit Christoph zu verbringen. Als er Larissa anruft, um ihr zu sagen, dass er nicht komme, da es ihm nicht so gut gehe, ist sie so verärgert, dass sie quasi Schluss mit ihm macht. Milan fühlt sich eher erleichtert.
Christoph hat sich unterdessen Pornos im Internet angeschaut, was von Milan nicht unbemerkt geblieben ist. Die Jungen beginnen sich über Intimrasur, Auffälligkeiten am Hodensack und über die Größe ihres Penis zu unterhalten. Milan meint, man könne sich doch zusammen einen runterholen. Während sie das tun, geht Milans Blick immer wieder hinüber zu Christoph. Erregt wie er ist, versucht er plötzlich, seinen besten Freund zu küssen. Dessen Reaktion ist jedoch eindeutig, er wehrt Milan heftig ab und verlässt wortlos das Haus. Milan ist verzweifelt, er trinkt Alkohol, setzt sich ins Auto seines Vaters und die schicksalhafte Fahrt nimmt ihren Lauf.
Milan überlebt den Unfall zwar ohne größere Schäden, hat jedoch einen Abschiedsbrief hinterlassen, der seine Eltern in Aufruhr versetzt. Milans Mutter Susann hat sich gerade den Traum von einer eigenen Arztpraxis erfüllt, während sein Vater Gustav sich in seinem Job als Architekt auf einmal unterfordert fühlt und mit dem Gedanken spielt, ein ihm gemachtes Angebot aus Berlin anzunehmen. Der Unfall, bei dem Milan 1,7 Promille im Blut hatte, verändert jedoch vieles.
Noch hat Milan nicht den Mut, seinen Eltern und vor allem sich selbst einzugestehen, dass er schwul ist. Christoph erzählt jedoch einem Mitschüler im Vertrauen, was zwischen ihm und Milan vorgefallen ist, und so macht das Gerücht in der Schule die Runde. Christoph und Milan geraten immer wieder aneinander, Handgreiflichkeiten inbegriffen.
In einer Bar lernt Milan Harro kennen, einen homosexuellen Fotografen, der ihm mit Geld aushilft, als er nicht genug dabei hat. Als er am anderen Morgen heimkommt, ist er seltsam gelöst und erzählt seinen Eltern, wie sehr er sie liebe. Da seine Eltern sich weiterhin um ihn sorgen, ringt er sich endlich dazu durch, ihnen zu sagen, dass er schwul ist. Sie reagieren verständnisvoll, obwohl es unter der Oberfläche gärt, wie sich auch in einem nächtlichen Gespräch zwischen dem Paar offenbart. Aber auch zwischen Susann und Gustav liegt einiges im Argen: Gustav hat sich entschlossen, das Angebot aus Berlin anzunehmen, ohne darüber mit Susann zu sprechen. Sie wertet das als Vertrauensbruch.
Während Milan, nachdem er sich ganz auf Harro eingelassen hat, erlebt, das dieser nur an einem sexuellen Kontakt interessiert ist und ihn abweist, erlebt Milans Mutter während eines Elternabends in der Schule, dass die Mehrheit der Eltern kein Verständnis dafür hat, dass Milan sich als schwul geoutet hat. Als Milan nach Hause kommt, noch gezeichnet von der eben gemachten Erfahrung, bekommt er ein Gespräch seiner Eltern mit, in dem seine Mutter erzählt, was in der Schule vorgefallen ist, und sich bei seinem Vater bitter beklagt, warum denn ihr Sohn nicht ganz normal wie alle anderen sein könne. Dabei fällt auch der Satz: „Das Schlimmste ist, manchmal wünschte ich, er wäre weg.“
Milan hat vor allem von Seiten seiner Mitschüler so einiges auszustehen. Christoph versucht allerdings, wieder auf Milan zuzugehen, während diesem klar wird, dass Harro ihn quasi nur benutzt hat. Wieder greift er zu Alkohol. Seine Mutter ist zur selben Zeit mit Roland, einem Freund der Familie, zusammen und schläft mit ihm. Als sie frühmorgens nach Hause kommt, ist Gustav überraschend aus Berlin zurück und meint, sie mache alles kaputt. Susann will noch kurz nach ihrem Sohn sehen, er ist jedoch nicht da. Beunruhigt macht sich das Paar zusammen auf die Suche. Dann sehen sie ihn auf einem Dach stehend. Zutiefst beunruhigt rufen sie: „Milan, nein!“ Ihr Sohn beruhigt sie jedoch und meint, alles sei gut, während hinter ihm Christoph auftaucht. Als alle vier im Auto sitzen, verliert Gustav völlig die Fassung, weint hemmungslos und verlässt den Wagen. Susann folgt ihm und schließt ihn in die Arme. Milan erklärt seinem Freund, seine Eltern hätten eine Ehekrise – das werde aber sicher wieder. Zusammen mit seinem wiedergefundenen Freund entfernt er sich sodann.

## Produktion, Veröffentlichung
Produktionsstart für die Dreharbeiten zum Film, dessen Arbeitstitel Coming out lautete, war am 26. August 2014 in Halle. Gedreht wurde bis zum 27. September neben Halle auch in Leipzig und Berlin. Drehorte in Halle waren unter anderem der Hauptbahnhof, das Krankenhaus St. Elisabeth und St. Barbara und die Sekundarschule „Johann Christian Reil“. Produziert wurde das Drama von der UFA Fiction im Auftrag des MDR und ORF für Das Erste. Produzent ist Nico Hofmann. Die Redaktion für den MDR lag bei Franka Bauer und Jana Brandt, für den ORF bei Klaus Lintschinger.
Seine Premiere hatte der Film am 29. Juni 2015 auf dem Filmfest München. Die Erstausstrahlung im Fernsehen erfolgte am 9. März 2016 im Programm der ARD Das Erste. Am 19. August 2016 gab Alve den Film auf DVD heraus.

## Rezeption

### Einschaltquote
Bei seiner Erstausstrahlung konnte der Film 3,65 Millionen Zuschauer verbuchen. Der Marktanteil lag bei 11,7 Prozent.

### Kritik
Thomas Gehringer gab dem Film auf der Seite tittelbach.tv fünf von sechs möglichen Sternen und lobte einschränkend: „Ein Familiendrama im Mittelschichts-Milieu, überzeugend von Stefan Schaller inszeniert und stark besetzt: ‚Aus der Haut‘ ist ein neues Werk von Autor Jan Braren, der erneut glaubwürdig über Identitätsfindung und die wechselseitigen Beziehungen in einer Familie erzählt. Doch an die Qualität von Homevideo reicht der Film angesichts einiger schwacher Nebenfiguren nicht heran.“
Auf der Seite moviebreak.de zog Levin Günther ein etwas anderes Fazit: „Mit ‚Aus der Haut‘ hat Regisseur Stefan Schaller einen Film inszeniert, der in seiner Grundposition sicherlich aller Ehren wert sein könnte, wenn er sich nicht als wenig anspruchsvoller, wenig einfühlsamer, niemals mutiger und zumeist plakativer Film entpuppen würde. Konstruiert bis zum Nonplusultra, scheitert der Fernsehfilm vor allem an seiner katastrophalen Zuspitzung, die fast schon an Arbeitsverweigerung grenzt. Da hilft auch die motivierte Darstellung von Merlin Rose nicht viel.“
Tilmann P. Gangloff befasste sich mit dem Film für evangelisch.de und meinte: „Filme dieser Art gibt es des Öfteren, aber dieses Werk ist etwas ganz Besonderes: weil es sich mit dem Thema Homosexualität befasst, und zwar auf eine Art und Weise, die zum Glück weder abstrakt noch lehrbuchhaft daherkommt.“ Der Kritiker zeigte sich beeindruckt und führte weiter aus: „Claudia Michelsen und Johann von Bülow verkörpern die Eltern sehr authentisch. Braren hat das Paar mit einigen Klischees versehen, die sich aber genauso auch in der Realität finden. Trotzdem steht und fällt ‚Aus der Haut‘ natürlich mit der Glaubwürdigkeit der zentralen Figur. Merlin Rose, in Krimireihen wie Zorn oder Marie Brand immer wieder positiv aufgefallen und von Andreas Dresen zum Hauptdarsteller seines Kinojugenddramas Als wir träumten erkoren, verkörpert die Rolle in ihrem emotionalen Facettenreichtum zwischen Euphorie und Depression ganz fabelhaft. Ein mutiger Film, der unter die Haut geht und schon deshalb aus dem Rahmen fällt, weil er sich im Gegensatz zu den seltenen sonstigen Fernsehfilmen zu diesem Thema traut, Homosexualität auch zu zeigen.“
Bei film-rezensionen gab Oliver Armknecht Aus der Haut sechs von zehn möglichen Punkten und meinte, eines müsse man dem Film lassen, er sei „sichtlich bemüht“, sich „dem gerade im Jugendlichenalter äußerst schwierigen Thema der Homosexualität und des Coming-outs sensibel“ zu nähern und es „von allen Seiten einmal zu beleuchten“. „Besonders gelungen“ sei der Film „in diesen kleinen, zunächst so unspektakulär erscheinenden Momenten“, da zeige sich seine „Klasse, vor allem aber auch die von Nachwuchsdarsteller Merlin Rose, der sehr glaubwürdig das Bild des Jugendlichen auf der Suche“ vermittle. Zusammenfassend hieß es: „Das TV-Drama ist ebenso ambitioniert wie engagiert, versucht die Schwierigkeiten eines Coming-outs von vielen Seiten aus zu beleuchten. Das Ergebnis ist zwar sehr gut gespielt, dennoch aber nur teilweise geglückt, da viele Themen nur angeschnitten, aufgrund der knappen Laufzeit zuweilen auch übertrieben werden.“
Ana Maria Michel schrieb in der Zeit Online, der Film wirke, als „käme er vom Fließband“. Und irgendwie komme einem dieser Film auch bekannt vor. Michelsen habe erst kurze Zeit zuvor in einem anderen Film eine sehr ähnliche Rolle gespielt. Sie spiele diese Rolle zwar „gut. Etwas Abwechslung würde trotzdem nicht schaden“.
In der Welt bewertete Elmar Krekeler den Film und sprach von einem „berührenden ARD-Drama“. Autor Braren habe „sein Drehbuch soweit frei gehalten von Text, dass den Schauspielern (die wie immer grandiose Claudia Michelsen und der diesmal fast noch bessere Johann von Bülow) ausgesprochen viel Platz zum Spiel, zur Feinziselierung der Figuren durch Gesten und Blicke“ bleibe. […] „Die geradezu peinigende Intensität von Homevideo erreich[e] Schallers Film zwar leider nicht.“ Der Film sei „allerdings dennoch die seit Langem wahrste und berührendste Fernseherzählung eines Coming-outs. Ein peinigender Blick ins Innere der Scheinliberalität. Und ein annähernd komplettes Kompendium aller Verhaltensweisen und Sätze, die man sich als Eltern sparen sollte. Seit Jahrzehnten“.
Tobias Sunderdiek lobte in der Neuen Osnabrücker Zeitung: „Mit ‚Aus der Haut‘ präsentiert die ARD nicht nur eine Coming Out-Geschichte, sondern zugleich auch ein packendes, glänzend gespieltes Familiendrama.“ […] Abschließend schrieb er zum Drehbuch von Jan Braren und  zur Inszenierung durch Stefan Schaller: „Zumal sie sich nicht auf die Coming-out-Geschichte des Sohnes fokussieren, sondern das Gefühl geben, ein Stück aus dem Leben einer ganz normalen Familie zu zeigen. Eine Lockerheit, die anderen Filmen ‚zum Thema‘ leider nur allzu oft abgeht.“ Der Film erhielt fünf von sechs möglichen Sternen.
Auf der Seite DBNA wird die Frage gestellt: „Ist es nicht an der Zeit, dass auch heterosexuelle Regisseure erkennen, dass das Coming-out nicht das einzige Thema schwuler Jugendlicher ist?“ Zwar hätte man vom Drehbuchautor Jan Braren, der 2011 das Buch zum „bemerkenswert-realitätsnahen Homevideo schrieb“, „mehr erwarten“ können. Dennoch sei Aus der Haut ein „sehenswerter Film“. Denn die Schauspieler, „allen voran Merlin Rose als Milan und seine Eltern Susann (Claudia Michelsen) und Gustav (Johann von Bülow)“, gäben „dem Film eine emotionale Tiefe, die den Zuschauer mitreißt, aufwühlt, und die für einen Fernsehfilm durchaus herausstechend“ sei. „Daneben“ seien „es die Dialoge, manchmal lustig, immer authentisch, die es auch jungen Zuschauern ermöglichen“ würden, „sich mit dem Film zu identifizieren“. Da zeige Jan Braren doch, was er könne. „Die Kameraführung von Michael Kotschi, die vor allem durch Close-Ups“ besteche, „vermittelt das Gefühl, unmittelbar und ganz nah dabei zu sein“.

### Auszeichnung
Hauptdarsteller Merlin Rose wurde für seine Rolle mit dem Günter-Strack-Fernsehpreis 2016 als bester Nachwuchs-Schauspieler ausgezeichnet.
Jana Brandt, im MDR für Fernsehfilme zuständig, äußerte zur Verleihung: „Merlin Rose begeistert in der Hauptrolle mit einer darstellerischen Bandbreite, in der er die Wucht der Emotionen seiner Figur zwischen Euphorie und Depression glaubhaft aufscheinen lässt. Wir freuen uns mit ihm über diese Auszeichnung und sind stolz darauf, dass wir mit ‚Aus der Haut‘ einen mutigen Film zum Thema Homosexualität vorgelegt haben, der offensichtlich Publikum wie Kritiker gleichermaßen beeindruckt.“